# Dlouhoňovice
Dlouhoňovice település Csehországban, az Ústí nad Orlicí-i járásban. Dlouhoňovice Písečná, Hejnice, Helvíkovice, Žamberk, Záchlumí, Lukavice és Česká Rybná településekkel határos. Lakosainak száma 822 fő (2024. január 1.).

## Népesség
A település lakosságának változását az alábbi diagram mutatja:
| Lakosok száma | 324  | 438  | 400  | 410  | 437  | 769  | 817  | 844  | 831  | 822  |
|               | 1869 | 1890 | 1921 | 1950 | 1980 | 2001 | 2017 | 2019 | 2022 | 2024 |